# Angels Over Broadway
Angels Over Broadway ist ein US-amerikanisches Filmdrama mit Douglas Fairbanks Jr. und Rita Hayworth aus dem Jahr 1940.

## Handlung
An einem verregneten Abend versucht Schlitzohr Bill O’Brien in einem Nachtclub am New Yorker Broadway einen naiven Menschen zu finden, den er schamlos über den Tisch ziehen kann. Seine Wahl fällt auf Charles Engle, den er für einen reichen Geschäftsmann aus der Vorstadt hält. Doch Engle ist lediglich ein Angestellter, der kürzlich 3000 Dollar seines Betriebs für private Zwecke veruntreut hat. Aus seiner verzwickten Lage sieht er keinen anderen Ausweg, als sich im weiteren Verlauf des Abends das Leben zu nehmen. Auch das eher einfältige Showgirl Nina Barona hält Engle für einen Mann, der er nicht ist, nämlich für den Besitzer des Lokals. In diesem Glauben setzt sie sich zu Engle, darauf hoffend, er könne ihr eine Anstellung als Tänzerin anbieten. Bill wiederum lässt sich davon nicht irritieren und spannt die hübsche Nina für seine Zwecke ein. Mit ihrer Hilfe versucht er, den nichts ahnenden Engle zu einem Pokerspiel in einem abgelegenen Hotel mit dem Gangster Dutch Enright zu überreden.
Unterdessen tritt auch der trinkfreudige Dramatiker Gene Gibbons in Engles Leben. Im Begriff, den Nachtclub zu verlassen, wird ihm in der Garderobe statt des eigenen Mantels aus Versehen der von Engle gereicht, in dessen Tasche er einen Abschiedsbrief entdeckt. Gibbons, zwar selbst von Melancholie geplagt, ist entschlossen, dem lebensmüden Mann zu helfen. Als er sowohl den Grund für Engles Kummer als auch von Bills wahren Absichten erfährt, hat er eine Idee: Statt Engle beim Pokerspiel verlieren zu lassen, soll Bill dafür sorgen, dass Engle nach den anfänglich gewonnenen Partien rechtzeitig aussteigt und mit dem Geld davonschleichen kann. Bill willigt unter der Bedingung ein, dass er einen Anteil am Gewinn erhält.
Bald darauf machen sich die vier auf den Weg zum Hotel, wo Gibbons den Ablauf des Plans bis ins kleinste Detail Bill, Nina und Engle erklärt. Bevor er jedoch seine Ausführungen beenden kann, übermannt ihn der Alkohol und die eigene Müdigkeit. Als er wieder aufwacht, hat er die Geschehnisse des Abends vergessen, doch scheint ihm sein eigenes Leben so klar wie seit langem nicht mehr. Reuig und zielstrebig verlässt er das Hotel, um sich mit seiner Ex-Frau zu versöhnen. Nun, da das Pokerspiel endlich beginnen soll, sind Bill, Nina und Engle auf sich allein gestellt. Zunächst scheint der Plan aufzugehen. Wie erwartet lassen Dutch Enright und seine Männer Engle die ersten Spielrunden gewinnen, um ihm danach weitaus höhere Einsätze abzuknöpfen. Doch bevor Engle sich zurückziehen kann, bekommt der schmierige Enright Wind von Engles Vorhaben. Als die Lage zu eskalieren droht, appelliert Nina an Bills Gewissen. Daraufhin beginnt Bill eine Schlägerei mit Enrights Männern, sodass sich Engle mit dem Geld in Sicherheit bringen kann. Nun kann dieser seine Schulden im Betrieb begleichen und mit neuem Mut seinen Lebensweg beschreiten. Bill und Nina indes werden sich ihrer Gefühle füreinander bewusst und fallen sich glücklich in die Arme.

## Hintergrund
Angels Over Broadway, auch bekannt als Before I Die, war eine der wenigen Regiearbeiten des erfolgreichen Drehbuchautors Ben Hecht, der auch das dialogreiche Skript ablieferte und dafür eine Oscar-Nominierung erhielt. Gleichzeitig trat er neben seinem Hauptdarsteller Douglas Fairbanks Jr. auch als Produzent in Erscheinung. Wie später RKO Orson Welles bei seinem gefeierten Werk Citizen Kane (1941) freie Hand ließ, durfte Ben Hecht bei Angels Over Broadway seinen künstlerischen Vorstellungen nachkommen, ohne dass Columbia Pictures ihm dazwischen funkte.
Von den Kritikern zwar hoch gelobt, aber geradezu prophetisch als „seiner Zeit voraus“ bewertet, war Angels Over Broadway ein Flop an den US-amerikanischen Kinokassen, nachdem der Film am 2. Oktober 1940 erstmals veröffentlicht worden war.

## Kritiken
Otis Ferguson von The New Republic meinte, dass der Zuschauer „ziemlich viel Spaß an diesem Film haben“ werde, „da der Dialog intelligent und die verschiedenen Verwicklungen gut gestrickt“ seien. Das Pokerspiel sei dabei „eine rundum erstklassige Filmsequenz“. Unter den Darstellern stehle Thomas Mitchell „als ehemaliges Genie und ungeschickte gute Fee“ allen anderen die Show.
The Hollywood Reporter beschrieb den Film seinerzeit als „ein auf merkwürdige Art fesselndes Drama im Glanz und Schatten des nächtlichen Broadway“. Geprägt von einer „brillanten Interpretation eines brillanten Drehbuchs“ sei Angels Over Broadway jedoch „so weit vom Massengeschmack entfernt, dass es in keine einzige Hollywood-Schublade passt“. Thomas Mitchell liefere „eine fantastische Vorstellung“ und „ein unvergessliches Porträt“, das nach Oscar rufe. Douglas Fairbanks Jr. zeige „wahrscheinlich die beste Leistung seiner Karriere“, John Qualen sei wiederum „ausgezeichnet als Selbstmordgefährdeter“. Auch Rita Hayworth sei „hervorragend in ihrer bisher anspruchsvollsten Rolle“. Alles in allem handle es sich um „ein unverwechselbares Werk, das ein großes Publikum verdient“. Dennoch sei der Erfolg an der Kinokasse „zu bezweifeln“.
Laut Bosley Crowther von der New York Times habe Lee Garmes „die Stimmung der Geschichte mit seiner von Licht und Schatten gekennzeichneten Kameraarbeit perfekt eingefangen“. Die Besetzung sei unter der Regie von Ben Hecht „ungeheuer effektiv bis hin zur kleinsten Rolle“. Thomas Mitchell sei „nichts anderes als grandios“ in der Rolle eines Schriftstellers, „der Gott spielt“. Douglas Fairbanks Jr. sei „dynamisch und erstaunlich wahrhaftig als widersprüchlicher junger Mann“, der zunächst nur auf Geld aus sei. Rita Hayworth und John Qualen wiederum seien „beide feinfühlig den Ansprüchen des Drehbuchs gerecht“ geworden. Zu loben sei darüber hinaus Ben Hecht als „raffinierter Macher“ des Films.

## Auszeichnungen
Bei der Oscarverleihung 1941 war Ben Hecht in der Kategorie Bestes Originaldrehbuch für den Oscar nominiert. Er musste sich jedoch Preston Sturges geschlagen geben, der die Trophäe für Der große McGinty erhielt.